# Lissonota flavopicta
Lissonota flavopicta är en stekelart som beskrevs av Smith 1878. Lissonota flavopicta ingår i släktet Lissonota och familjen brokparasitsteklar. Inga underarter finns listade i Catalogue of Life.